# Куртя де Арджеш
Куртя де Арджеш (на румънски: Curtea de Argeș, в превод: Дворец над река Арджеш) е град в средната част на Румъния, в историческата област Влашко, третият по важност град в окръг Арджеш.
Той е стара столица на Влашко, има над 20 църкви и манастири.

## География
Градът се намира в северната част на областта Влашко, в подножието на Карпатите, на около 400 м надморска височина, което го прави един от най-високите големи градове в Румъния. През града преминава река Арджеш. Куртя де Арджеш отстои на около 155 км на северозапад от столицата на страната Букурещ.

## Население
Куртя де Арджеш има 32 510 жители по последното преброяване на населението през 2002 г. 
Румънците представляват по-голямата част от населението на Куртя де Арджеш, а от малцинствата има само цигани.

## Галерия
- Църквата „Свети Николай“ („Княжеската църква“)
- Манастирът в Куртя де Арджеш
- Стенописи в княжеската църква.
- Стара гравюра на града